# Glenboro

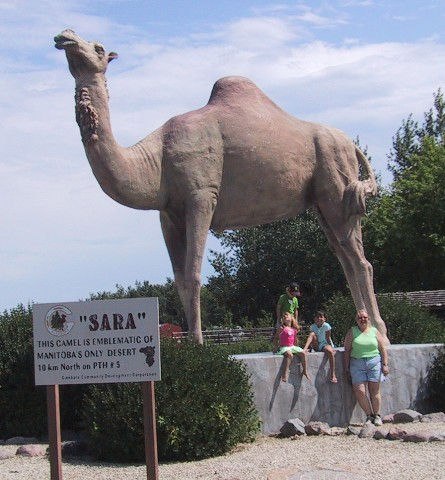
Sara el camello, Glenboro, Manitoba

Glenboro es una comunidad urbana no incorporada en el Municipio de Glenboro - South Cypress, dentro de la provincia canadiense de Manitoba. Tenía el estatus de localidad antes del 1 de enero de 2015. Está ubicada a unos 80 km al sureste de la Ciudad de Brandon. En el censo de 2001 tenía una población de 656 personas. Actualmente es un centro de servicios para la comunidad agrícola circundante.
En Glenboro puede contemplarse "Sara el camello", una estatua de 17 pulgadas, creada en octubre de 1978 por George Berone. "Sara" es uno de los principales atractivos de la comunidad y ha sido utilizada para promover turísticamente la zona de Glenboro.